# Pave Pius 2.
Æneas Silvius Piccolomini (født 18. oktober 1405, død 14. august 1464), digter, forfatter, diplomat, kardinal og pave fra 1458 til 1464 under navnet Pius 2. I hans mange værker er der spredte bemærkninger om Danmark samt to egentlige tekster, hver på nogle sider. Tilsammen viser de opfattelsen af Danmark hos en person, der var centralt placeret i europæisk politik og kultur ved midten af 1400-tallet.

## Baggrund
Piccolomini blev formet ved tre europæiske institutioner: konciliet i Basel (fra 1432), Frederik 3.s kejserhof (fra 1442) og pavehoffet (fra 1445). Han blev født i 1405 i landsbyen Corsignano, ca. 30 km syd for Siena. Hans slægt var en forarmet adelsfamilie fra Siena, der sammen med den øvrige adel var sat udenfor politisk indflydelse. I 1420'erne studerede han ved universitetet i Siena. I 1431 blev han knyttet til kardinal Capranica, der passerede gennem Siena på flugt fra den nyvalgte pave Eugenius 4.
Æneas ledsagede kardinalen til konciliet i Basel, hvor han – med afbrydelser i forbindelse med diverse sendefærde i Europa – forblev indtil 1442, først som sekretær for en række biskopper og kardinaler, siden som embedsmand for konciliet, og til sidst som sekretær for den af konciliet valgte modpave Felix 5.. Igennem sine funktioner for denne kom Æneas i kontakt med den nyvalgte tysk-romerske konge Frederik 3.s hof. Han blev digterkronet af kongen i 1442 og ansat ved det kejserlige, romerske kancelli. Her gjorde han hurtigt karriere og blev snart en betroet kejserlig diplomat og specialist i de italienske spørgsmål. Hans rejser, blandt andet til Jakob 1.s hof i Skotland, resulterede også i et par sønner, og han skrev glødende digte til en pige, han kaldte Cynthia, skønt hun hed Angela.
I 1445 forsonede han sig med pave Eugenius og indledte i 1446 en gejstlig lynkarriere. Herefter levede han i cølibat – uden tilbagefald. I hurtig rækkefølge blev han præsteviet, udnævnt til biskop af Trieste i 1447, og havde i de følgende år en meget væsentlig rolle i normaliseringen af forholdene mellem pavestolen og den tyske nation, samt indgåelsen af Wiener-konkordatet (1448). I 1450 blev han overført til bispestolen i hjembyen Siena. Han residerede dog fortsat i flere år ved kejserhoffet, forberedte kejserens kroningstogt til Rom i 1452, og viede kejseren og kejserinden under deres møde i Siena.
I 1455 forlod han Østrig og Tyskland for altid og tog ophold ved pavehoffet, hvor han i 1456 blev udnævnt til kardinal af pave Callistus 3., som han efterfulgte på pavetronen i 1458. Pontifikatet varede i seks år. Hans hovedanliggende som pave var korstoget mod tyrkerne, men han deltog også sammen med hertugen af Milano i den napolitanske arvefølgekrig, og havde derigennem held til at bevare et spansk dynasti på tronen i Napoli, og således holde franskmændene ude af Syditalien. Gennem en tredje "krig" i selve pavestaten bidrog han til at sætte de lokale magthavere på plads og sikre territoriet som pavestolens regionale magtbase.

## Pave
Som pave tog han navnet Pius, der ikke havde været båret af en biskop i Rom i 1.300 år – og lod fødebyen Corsignano omdøbe til Pienza – efter sig selv. Landsbyen blev ophøjet til bispeby, og der blev bygget flere paladser og en domkirke. I dag fremtræder byen som en arkitektonisk renæssancejuvel, uberørt af senere stilarter. Som pave formåede han også at fremme sin egen families status: en nevø blev gift med kongen af Napolis uægte datter og gjort til hertug af Amalfi. En søstersøn blev udnævnt til kardinal og fik dermed kaldenavnet ”kardinalnevøen” (il cardinale nipote), og blev senere pave under navnet Pius 3. – skønt han døde knapt en måned efter kroningen, som han havde måttet gennemføre siddende, da han var slemt plaget af leddegigt.
Pius II døde i Ancona i 1464 på vej mod det korstog, der forblev en af de markante røde tråde i hans liv, og samtidig hans store politiske fejltagelse og tragiske skuffelse. Hans samtid var præget af frygten for tyrkerne, og han lod apostlen Andreas' hoved bære rundt i Rom som en opmuntring til at deltage i det påtænkte korstog, Pius havde sat sig selv i spidsen for. Svækket af sygdom nåede han frem til Ancona, der var flådens startpunkt, men døde lige da en venetiansk eskadre kom til syne i horisonten.

## Værker
Piccolominis meget omfattende litterære værk spænder over en stor brevsamling, et antal historisk-geografiske værker, enkeltværker om forskellige emner (hippologi, børneopdragelse, retorik, hofliv, kejserdømmet, islam) og digte. Hans erotiske roman, De Duobus Amantibus fra 1444 – dvs. to år før han slog ind på den gejstlige løbebane – ville ikke chokere det 21. århundrede, men vakte en voldsom opsigt i samtiden. Hans to værker om konciliet i Basel er bemærkelsesværdige, ikke mindst fordi de er skrevet fra to diametralt modsatte synspunkter, et "konciliaristisk" og et "papistisk". Hovedværket, Commentarii Rerum Memorabilium quae Temporibus suis Contigerunt, er et ca. 1.000 sider langt memoireværk om hændelserne under hans eget pontifikat fra 1458 til 1464. Det er et enestående dokument i sin genre, og et uvurderligt vidnesbyrd om renæssancepavedømmets funktion og udvikling.
Til disse værker kommer forskellige dialoger om tidsaktuelle spørgsmål, og så naturligvis de mange hundreder embedsskrivelser han forfattede i sin virksomhed som sekretær og embedsmand for to paver, en modpave, en kejser, et kirkemøde og en række kardinaler og biskopper, senere som kirkefyrste i sin egen ret, og endelig som pave.
Han blev bisat i San Pietro, men i 1614 flyttede man både Pius II og hans nevø Pius III til kirken San Andrea della Valle, der er smykket med relieffer, der gengiver scener fra Pius 2.s liv, blandt andet overførelsen af Andreas' kranium til Peterskirken .